# Tjärndammarna
Tjärndammarna var en sjö, nu mosse, i Göteborgs kommun i Västergötland och ingår i Göta älvs huvudavrinningsområde. Tjärndammarna ligger i Vättlefjäll Natura 2000-område.